# Логрус (компания)
«Ло́грус» — российская частная компания, специализировавшаяся на технических переводах, переводах и локализации программного обеспечения и компьютерных игр.
Основана в 1993 году, офис находился в Москве, Россия. Имела дополнительные офисы в США (Филадельфия), Китае (Чэнду), Украине (Киев), Казахстане (Алматы) и Великобритании (Кембридж). Переводы выполнялись на основные европейские и азиатские языки, а также некоторые другие (например, африкаанс и пр). Некоторое время компания выступала также в качестве самостоятельного издателя игр в собственных переводах.
В 2016 году компания разделилась на две независимые компании — Logrus IT и Logrus Global.

## История компании
Компания была основана в августе 1993 года как предприятие по локализации программного обеспечения. Первыми большими клиентами «Логруса» стали Microsoft, для неё были полностью локализованы на русский язык все операционные системы семейства Windows, начиная с Windows 95 (включая Windows XP, Vista, Windows 7, Windows 8) и офисное ПО Microsoft Office. Была выполнена локализация Windows (в частности, Vista) на украинский язык. Также «Логрус» переводила ПО для Lotus Software (Lotus Notes). С 1998 года начала заниматься многоязыковыми переводами, тестированием и сборкой программного обеспечения.
В 2013 года вошла в список 100 крупнейших поставщиков локализационных услуг по версии Common Sense Advisory.
В апреле 2016 г. компания «Логрус» была реорганизована и разделена на две независимые компании — Logrus Global и Logrus IT.

### Компьютерные игры
В 1997 году в «Логрусе» открылось направление по локализации компьютерных игр. Первой локализованной игрой стала «Розовая Пантера: Право на риск». С тех пор было переведено и озвучено более 160 игр. После закрытия «Акеллы», Ubisoft стала сотрудничать с «Логрус» для локализации своих игр на русский язык: так, были переведены и озвучены Far Cry 4, Splinter Cell: Blacklist, Assassin’s Creed IV Black Flag, Watch Dogs и ряд других проектов.
Локализировала для «1C» Bully: Scholarship Edition разработки Rockstar Games, и другие игры.